# Chavez Glacier
Chavez Glacier är en glaciär i Antarktis. Den ligger i Västantarktis. Inget land gör anspråk på området. Chavez Glacier ligger 273 meter över havet.
Terrängen runt Chavez Glacier är platt. Trakten är obefolkad. Det finns inga samhällen i närheten.